# Chthonius verai
Chthonius verai är en spindeldjursart som beskrevs av Juan A. Zaragoza 1987. Chthonius verai ingår i släktet Chthonius och familjen käkklokrypare. Inga underarter finns listade i Catalogue of Life.